# Leichtathletik-Weltmeisterschaften 2011/Teilnehmer (Singapur)
| Goldmedaillen | Silbermedaillen | Bronzemedaillen |
| ------------- | --------------- | --------------- |
| —             | —               | —               |

Der Leichtathletik-Verband Singapurs  stellte bei den Leichtathletik-Weltmeisterschaften 2011 im südkoreanischen Daegu eine Teilnehmerin und einen Teilnehmer.

## Ergebnisse

### Männer

#### Laufdisziplinen
| Athlet          | Disziplin | Qualifikation | Qualifikation | Vorlauf | Vorlauf | Halbfinale         | Halbfinale         | Finale             | Finale             |
| Athlet          | Disziplin | Zeit          | Platz         | Zeit    | Platz   | Zeit               | Platz              | Zeit               | Platz              |
| --------------- | --------- | ------------- | ------------- | ------- | ------- | ------------------ | ------------------ | ------------------ | ------------------ |
| Gary Yeo Foo Ee | 100 m     | 10,76 s       | 7             | 10,85 s | 48      | nicht qualifiziert | nicht qualifiziert | nicht qualifiziert | nicht qualifiziert |

### Frauen

#### Laufdisziplinen
| Athletin         | Disziplin    | Vorlauf | Vorlauf | Halbfinale         | Halbfinale         | Finale             | Finale             |
| Athletin         | Disziplin    | Zeit    | Platz   | Zeit               | Platz              | Zeit               | Platz              |
| ---------------- | ------------ | ------- | ------- | ------------------ | ------------------ | ------------------ | ------------------ |
| Dipna Lim Prasad | 100 m Hürden | 14,40 s | 37      | nicht qualifiziert | nicht qualifiziert | nicht qualifiziert | nicht qualifiziert |